# 双齿围沙蚕
雙齒圍沙蠶（學名：Perinereis aibuhitensis）是一種廣泛分佈的海洋動物，屬於環節動物門多毛綱葉鬚蟲目沙蠶科，舊屬沙蠶屬，今屬圍沙蠶屬。